# Здудичи (Светлогорский район)
Здудичи (бел. Зду́дзічы) — деревня в Чирковичском сельсовете Светлогорского района Гомельской области Беларуси.
На востоке гидрологический заказник республиканского значения «Выдрица».

## География

### Расположение
В 10 км на северо-запад от Светлогорска, 11 км от железнодорожной станции Светлогорск-на-Березине (на линии Жлобин — Калинковичи), 120 км от Гомеля.

### Гидрография
На реке Березина (приток реки Днепр).

## Транспортная сеть
Транспортные связи по просёлочной, а затем автодороге Светлогорск — Паричи. Планировка состоит из прямолинейной улицы, ориентированной с юго-востока на северо-запад, к центру которой присоединяется переулок. Застройка двусторонняя, преимущественно деревянная, усадебного типа.

## История
Обнаруженный археологами в 1 км на север от деревни курган свидетельствует о деятельности человека в этих местах с давних времён. Согласно письменным источникам известна с XVI века как деревня в Речицком повете Минского воеводства Великого княжества Литовского, на тракте Бобруйск — Чернигов. По инвентарю Бобруйского староства 1639 года 33 волоки земли, из которых 21 пустующая.
После 2-го раздела Речи Посполитой (1793 год) в составе Российской империи. В 1879 году обозначена в числе селений Чирковичского церковного прихода.Согласно переписи 1897 года действовали хлебозапасный магазин, часовня. В 1908 году в Паричской волости Бобруйского уезда Минской губернии. В октябре 1913 года между жителями и помещиком Пущиным произошёл конфликт в связи с косьбой сенокоса на участке, какая каждая сторона считала своим.
С 1921 года действовала школа. В 1925 году в Ракшинском сельсовете Паричского Бобруйского округа. В 1929 году организован колхоз «Красный борец», работали ветряная мельница и кузница. Во время Великой Отечественной войны, в июне 1944 года, оккупанты полностью сожгли деревню и убили 57 жителей. В освобождения деревни в 1944 году участвовали корабли Днепровской военной флотилии. Согласно переписи 1959 года располагались библиотека, фельдшерско-акушерский пункт, клуб, отделение связи.

## Население

### Численность
- 2009 год — 190 жителей

### Динамика
- 1885 год — 76 дворов, 556 жителей
- 1897 год — 148 дворов, 826 жителей (согласно переписи)
- 1908 год — 160 дворов, 1193 жителя
- 1916 год — 179 дворов, 928 жителей
- 1925 год — 192 двора
- 1940 год — 215 дворов
- 1959 год — 768 жителей (согласно переписи)
- 2004 год — 123 хозяйства, 222 жителя
- 2009 год — 190 жителей

## Достопримечательность
- Здудичский каменный крест. Установлен в храме в Паричах
- Братская могила —  Историко-культурная ценность Республики Беларусь, шифр 313Д000757
- Селище —  Историко-культурная ценность Республики Беларусь, шифр 313В000756

## Известные уроженцы
- Сухоренко, Степан Николаевич (род. 1957) — председатель Комитета государственной безопасности Республики Беларусь (2005—2007)